# مارک (نام کوچک)
مارک (Mark) نام کوچک برگرفته از نام لاتین مارکوس («Mart-kos») است.

## افراد مشهور با این نام
- مارک آدلر
- مارک بیوکانان
- مارک کوئن (تاریخ‌نگار)
- مارک فتس
- مارک اولیفانت
- مارک رید (فیزیکدان)
- مارک بورگ
- مارک همیل
- مارک هارمون
- مارک گیتیس
- مارک لنارد
- مارک لین-بیکر
- مارک پلگرینو
- مارک رابسون
- مارک روفالو
- مارک شپرد
- مارک والبرگ
- مارک ویلیامز (هنرپیشه)
- مارک روتکو
- مارک کیوبن
- مارک گوردون
- مارک شاتل‌ورث
- مارک زاکربرگ
- مرقس
- پاپ مارک
- مارک توین
- مارک وان دورن
- مارک فیلی
- مارک هاپس
- مارک یانسن
- مارک نافلر
- مارک لنگن
- مارک لینکوس
- مارک مادرزبا
- مارک اوون
- مارک رانسون
- مارک اسلتر
- مارکوس آنتونیوس
- مارک دیتون
- مارک ایسکنس
- مارک روته
- مارک وارنر
- مارک فن بومل
- مارک برشیانو
- مارک کاوندیش
- مارک چتفیلد
- مارک دین (شناگر)
- مارک اییتون
- مارک هنری
- مارک هیوز
- مارک لازاروس
- مارک نوبل
- مارک فیلیپس
- مارک پرایس
- مارک روبینز
- مارک سلبی
- مارک سیبک
- مارک اسپیتز
- مارک ویدوکا
- مارک وارنک
- مارک وبر
- مارک ویلیامز (اسنوکرباز)
- مارک ووت
- مارک اسلون
- مارک ان براون
- مارک دیوید چپمن
- مارک فلت